# Gavin Christie
Gavin Christie (ur. 6 sierpnia 1981 w Nassau) – bahamski piłkarz, występujący na pozycji obrońcy w klubie Cavalier FC. Reprezentant kraju w piłce nożnej oraz piłce nożnej plażowej.

## Życiorys
Uczęszczał do University of Charleston, gdzie należał do uniwersyteckiej drużyny piłkarskiej Charleston Golden Eagles. Uniwersytet ukończył ze stopniem Bachelor of Science w zakresie medycyny sportowej. Grał następnie w czeskim Motorlecie Praga i bahamskim Cavalier FC. W 2015 roku był zawodnikiem College of the Bahamas FC, po czym wrócił do Cavalier FC.
W reprezentacji zadebiutował 5 marca 2000 roku podczas wygranego 3:1 meczu z Anguillą w ramach eliminacji do Mistrzostw Świata 2002. W reprezentacji występował do 2008 roku. Ogółem rozegrał w niej czternaście meczów, zdobywając jedną bramkę (przeciwko Saint Vincent i Grenadynom 23 listopada 2006 roku).
Od 2010 roku reprezentował także Bahamy w piłce nożnej plażowej. W 2017 roku był kapitanem reprezentacji podczas mistrzostw świata. Zdobył podczas nich dwie bramki – w spotkaniu ze Szwajcarią (2:3) i Senegalem (1:10).
Zawodowo zajmuje się prowadzeniem agencji nieruchomości C.A Christie Real Estate, którą założył w 2006 roku.